# Haute instance indépendante de surveillance des élections
La Haute instance indépendante de surveillance des élections (arabe : الهيئة العليا المستقلة لمراقبة الانتخابات) ou HIISE est un organisme algérien chargé de la surveillance des élections et des référendums, dans leurs différents processus.
En 2019, dans le contexte des manifestations de 2019 en Algérie, elle a été remplacée par l'Autorité nationale indépendante des élections, qui fait office de commission électorale.

## Présentation
Il a été créé en 2016 une Haute instance indépendante de surveillance des élections en Algérie.
Elle est présidée par une personnalité nationale nommée par le président de la République, après consultation des partis politiques.
La Haute instance dispose d'un comité permanent et déploie ses autres membres dès la convocation du corps électoral.
La Haute instance est composée à parité :
- de magistrats proposés par le Conseil supérieur de la magistrature, nommés par le président de la République ;
- et de compétences indépendantes choisies parmi la société civile, nommées par le président de la République.

La Haute instance veille à la transparence et à la probité des élections présidentielles, législatives et locales et du référendum, depuis la convocation du corps électoral jusqu'à la proclamation des résultats provisoires du scrutin.

## ِComité permanent
Le comité permanent de la Haute Instance veille notamment :
- à la supervision des opérations de révision des listes électorales par l'administration ;
- à la formulation de recommandations pour l'amélioration du dispositif législatif et réglementaire régissant les opérations électorales ;
- à l'organisation de cycles de formation civique au bénéfice des formations politiques, sur la surveillance des scrutins et la formulation des recours.

Une loi organique précise les modalités de travail de ce comité permanent.

## Fonctionnement
La loi organique relative à la Haute instance indépendante de surveillance des élections a été avalisée par le Conseil des ministres qui en a examiné et approuvé l'avant-projet en 2016.
Cette Haute instance a été instituée par l'article 194 de la Constitution révisée en février 2016 et dont une loi en précise les modalités.

## Composition
Le président de cette Haute instance est choisi à l'issue de consultations avec les partis politiques.
Cette institution est composée de 410 membres, dont :
- la moitié sont des magistrats proposés par le Conseil supérieur de la Magistrature ;
- et l'autre moitié des compétences indépendantes issues de la société civile, représentant toutes les wilayas et la communauté nationale à l'étranger, ainsi que tous les acteurs de la société civile[9].

## Autonomie
La Haute instance dispose de l'autonomie administrative et financière et est articulée autour :
- d'un président ;
- d'un Conseil plénier ;
- et d’un Comité permanent de dix membres élus par le Conseil plénier, à parité entre magistrats et représentants de la société civile[11].

## Période électorale
En période électorale, la Haute instance déploie des permanences au niveau des wilayas et des circonscriptions électorales à l’étranger.

### Avant le scrutin
Avant les élections, la Haute Instance veille à la régularité de toutes les opérations liées notamment :
- à la révision des listes électorales ;
- au dépôt des candidatures ;
- à la remise des listes électorales aux candidats ;
- à une répartition équitable des moyens de campagne ;
- ainsi qu’au déroulement de cette dernière conformément à la loi[14].

### Durant le scrutin
Durant le scrutin, la Haute Instance est notamment chargée :
- de garantir aux candidats leur droit d'assister au scrutin ;
- de veiller à la disponibilité des bulletins de vote et au respect de leur ordre de classement ;
- et de veiller au respect des horaires d'ouverture et de clôture des bureaux de vote[16].

### Après le scrutin
Après le scrutin, la Haute instance veille notamment :
- à la régularité des dépouillements ;
- au respect du droit des candidats de consigner leurs réclamations sur les procès-verbaux de dépouillement ;
- et d'obtenir des copies de procès-verbaux de dépouillement aux candidats[18].

## Prérogatives
La Haute instance indépendante de surveillance des élections dispose de larges pouvoirs dont, notamment :
- celui de demander au Parquet la réquisition de la force publique ou de le saisir de faits constatés susceptibles de revêtir un caractère pénal ;
- le pouvoir de saisir les pouvoirs publics et les candidats de toute carence ou dépassement que les destinataires sont tenus de redresser ;
- et la capacité d'obtenir tout document ou information relatifs à l'organisation et au déroulement des opérations électorales pour en effectuer l’évaluation[20].